# Alphonse Lévy

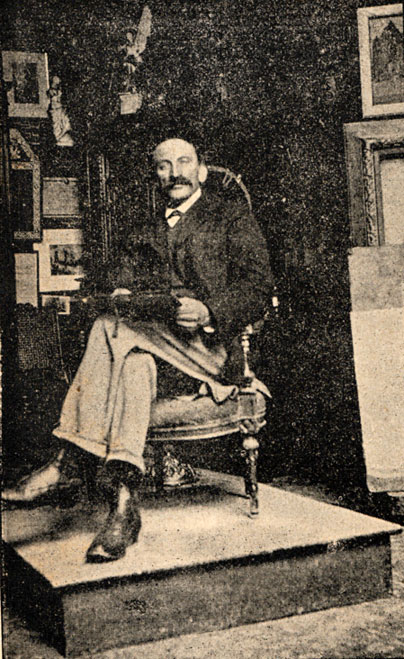
Alphonse Lévy nel 1895

Alphonse Lévy (Marmoutier, 8 gennaio 1843 – Algeri, 2 febbraio 1918) è stato un pittore e illustratore francese, conosciuto con lo pseudonimo di Saïd.

## Biografia

### L'infanzia in Alsazia e gli studi parigini
Alphonse Lévy nasce in una famiglia di ricchi mercanti ebrei religiosi che si stabiliscono a Strasburgo dopo le rivolte antisemite durante i moti rivoluzionari del 1848. Frequenta il Liceo Imperiale dove scopre la sua passione per il disegno. Nel 1860 si trasferisce a Parigi, dove frequenta lo studio di Jean-Léon Gérôme e stringe amicizia con Carolus-Duran. Lévy studia l'opera di caricaturista di Honoré Daumier e quella di Rembrandt che ha più volte rappresentato gli ebrei di Amsterdam.

### Illustratore

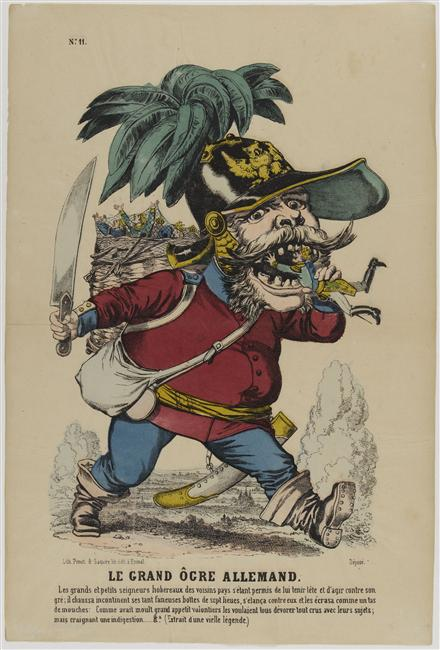
Alphonse Lévy - Vignetta satirica

Nel 1865 i suoi primi disegni appaiono in varie pubblicazioni nelle quali egli esegue caricature riguardanti i costumi del tempo o della politica. Durante la guerra del 1870 e la Comune di Parigi, con lo pseudonimo "Saïd", pubblica vignette ostili al Secondo Impero e favorevoli alla Comune.

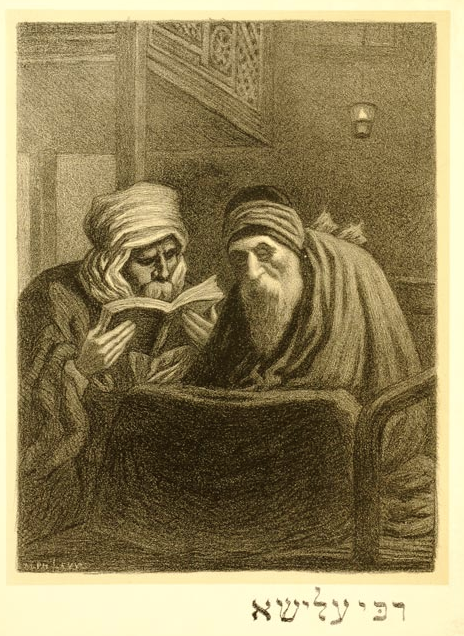
Alphonse Lévy - Rabbi Elischa, litografia pubblicata da L'Estampe moderne

Quando si ristabilisce la pace, Lévy torna a rappresentare soprattutto soggetti documentari e solo intorno al 1876 inizia a disegnare litografie dedicate alla vita ebraica familiare in Alsazia. Nel 1886 egli illustra La Vie juive, un libro di Léon Cahun; lavora anche per il periodico Le Monde Illustré.
Nel 1903 pubblica la sua collezione di scene familiari ebree, non accolta positivamente dalla comunità ebraica di Parigi che lo accusa di mostrare una umanità misera e sordida, mentre riceve ottime recensioni dalla rivista ebraica tedesca Ost und West.
Tuttavia la sua arte riceve il riconoscimento dei critici d'arte e il Museo del Lussemburgo compra ed espone alcune delle sue litografie. Nel 1874 espone regolarmente al Salone di Parigi e riceve una medaglia per la litografia esposta all'Esposizione Universale del 1900.
Dopo aver stretto amicizia con un altro pittore ebreo, Jules Benoit-Lévy (1866-1952), la cui famiglia si era trasferita ad Algeri, dal 1904 si reca ogni inverno in Algeria dove dipinge, ma non in stile caricaturale, la vita comunitaria ebraica in questo paese.
Il suo lavoro costituisce, per il suo valore documentario, una testimonianza di due tipi di ebraismo, il giudaismo ashkenazita rurale alsaziano e il giudaismo sefardita tradizionale del Nord Africa, ormai scomparsi.
Alphonse Levy muore il 2 febbraio 1918 ad Algeri dove viene sepolto nel cimitero ebraico.

## Galleria d'immagini

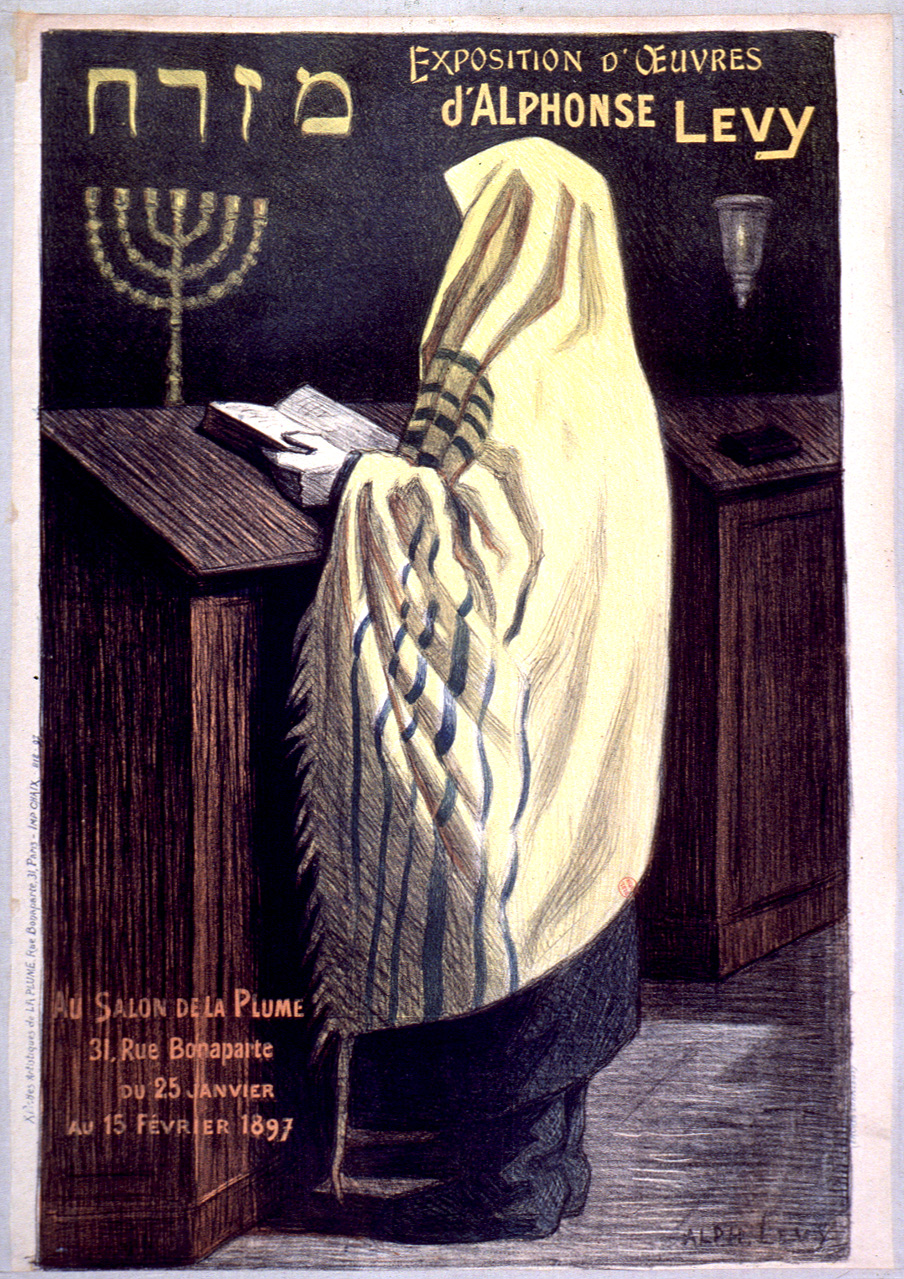
Alphonse Lévy, manifesto Salon de la Plume - 1897
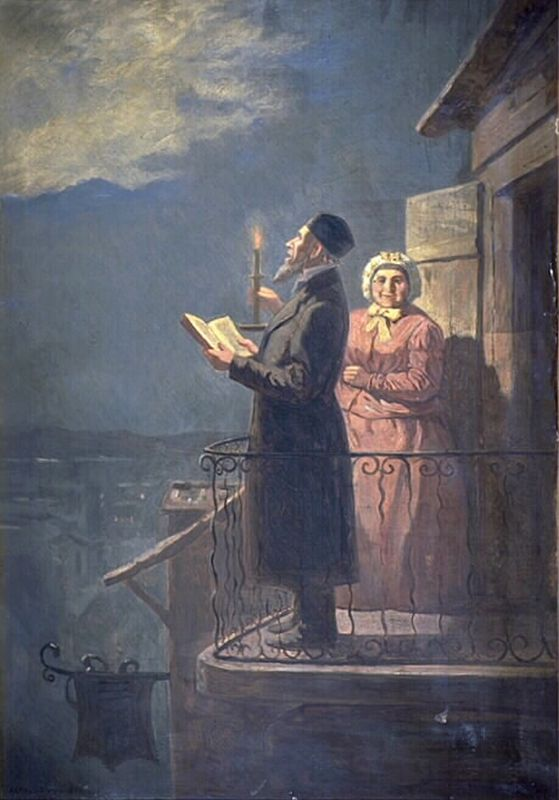
Alphonse Levy, Preghiera della sera, 1883 - Musée d'art et d'histoire du Judaïsme
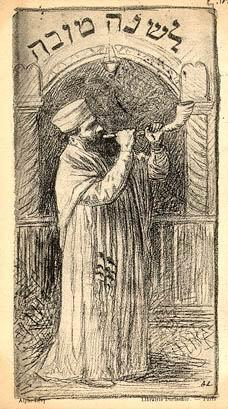
Alphonse Lévy - Shofar
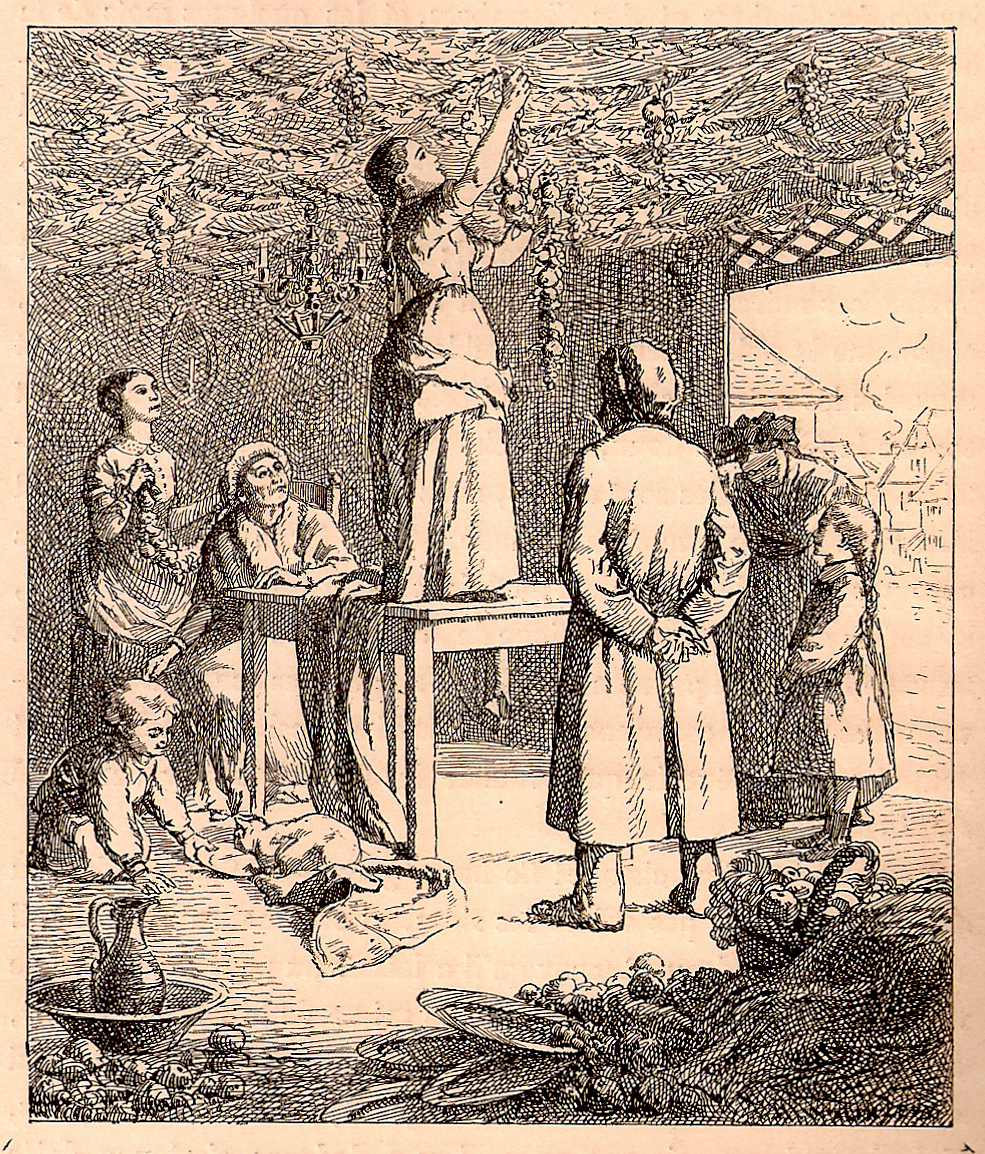
Alphonse Lévy, decorazione della Souccah in Alsazia.
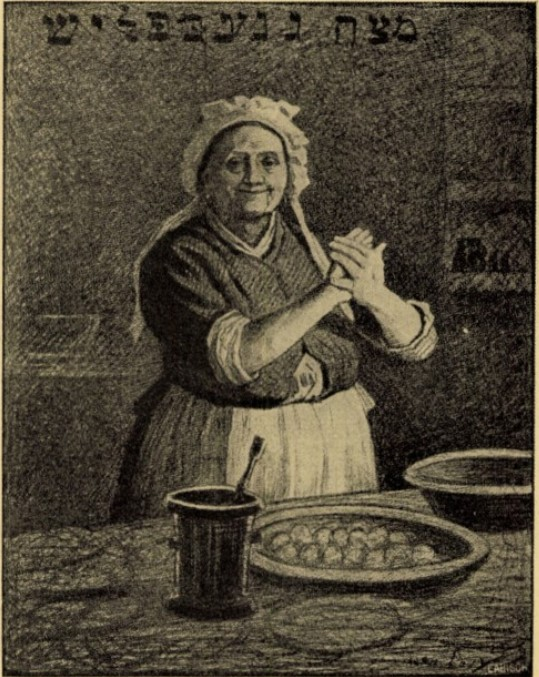
Alphonse Lévy - La cucina di Pessah